# Литвиненко, Сергей Филиппович
Сергей Филиппович Литвиненко (26 апреля 1938, Ростов-на-Дону, СССР — 21 декабря 2019, Москва, Россия) — физик, деятель комсомольского молодежного движения студенческих строительных отрядов. Организатор и командир первого в стране студенческого строительного отряда (ССО), созданного на физическом факультете МГУ имени М. В. Ломоносова в 1959 году. Командир ССО МГУ, командир Всесоюзного ССО (1961—1963 гг.), руководитель целинного штаба ССО в 1963 году.

## Биография
Родился 26 апреля 1938 года в г. Ростов-на-Дону.
Отец — потомственный железнодорожник; во время Великой Отечественной войны служил зам. начальника паровозной службы Северо-Кавказской железной дороги; награжден медалью «За оборону Кавказа». Мать — домохозяйка, родом из купеческой семьи.
Окончил Московский Государственный Университет им. М. В. Ломоносова в 1962 году, специальность — физик. В 1958 году С. Ф. Литвиненко избран освобожденным секретарем комитета ВЛКСМ физического факультета МГУ.
В 1964 году он избран секретарем Целинного Крайкома комсомола, в 1965 году — секретарем Павлодарского обкома комсомола. В 1967 году Сергей Филиппович освобожден от занимаемой должности в связи с поступлением в аспирантуру Московского Высшего Технического Училища им. Н. Э. Баумана. В 1974 году защитил кандидатскую диссертацию.
С 1984 по 1998 год работал на руководящих должностях в научных и научно-производственных организациях страны.
С 1998 года — на пенсии.

## Движение ССО
С. Ф. Литвиненко внес определяющий вклад в создание и развитие движения студенческих строительных отрядов (ССО) в СССР. Он был организатором и командиром первого в стране студенческого строительного отряда, выехавшего в 1959 году работать на стройках Целины. Решение о подготовке строительного отряда принято на VIII комсомольской конференции физического факультета МГУ по предложению Вячеслава Дмитриевича Письменного, командира студенческого отряда по уборке урожая на Целине.
Отряд был сформирован после окончания в 1958 году государственной кампании по привлечению студентов к уборке целинного урожая.]
Первый отряд из 339 студентов — физиков МГУ имени М. В. Ломоносова строил жилые дома и животноводческие помещения в Булаевском районе Северо-Казахстанской области. В 1960—1961 годах его почин распространился на весь университет и московское студенчество.
С 1962 года по 1963 год — командир Всесоюзного ССО.
В 1963 году Сергей Филиппович утвержден начальником Центрального штаба Студенческих Строительных Отрядов при ЦК ВЛКСМ и выступает с трибуны 1 Всесоюзного слета ССО в Кремлёвском дворце съездов.
Благодаря энтузиазму и энергии С. Ф. Литвиненко. движение к 1962 году окончательно оформилось организационно, охватив всю страну. Это движение стало школой для огромного числа студентов, которые впоследствии внесли большой практический и духовный вклад в развитие нашей страны. С. Ф. Литвиненко активно участвовал в возрождении студенческих отрядов в 2001-2009 годах
Памятные знаки первому студенческому отряду стоят на станции Булаево и у села «Жданово» (ныне поселок «Золотая Нива») Северо-Казахстанской области. В честь движения ССО установлен в 2009 году памятный знак у здания физического факультета МГУ, где формировался в 1959 году первый в стране студенческий строительный отряд.

## Отряды «Ветеран-20» и «Ветеран-30»
Сергей Литвиненко организовал и возглавил в 1978 и 1988 годах юбилейные стройотряды «Ветеран-20» и «Ветеран-30», осуществившие постройку новых объектов в селе «Жданово», там же, где в 1959 году работал первый ССО под его руководством. В отряд «Ветеран-30» поехали не только ветераны-первоцелинники, но и их дети.
Юбилейному лету 1988 года и, в частности, отряду «Ветеран-30» посвящен фильм «Мост через годы. 30 — летию ССО посвящается». Авторы С. Подгаец, Н. Червонобай, В. Подколзин, В. Мишин, Е. Цилин, Ю. Панкратов.
В художественной форме об юбилейных отрядах изложено в книге Валерия Канера "Шизики футят" (См. список литературы)

## Признание
За выдающиеся заслуги перед Московским университетом С.Ф.Литвиненко удостоен Звания почетного выпускника МГУ  имени М.В. Ломоносова и Общественной награды «Звезда Московского университета

## Награды
1. Значок «За освоение новых земель». ЦК ЛКСМ Казахстана, 1958.
2. Медаль «За освоение целинных земель», 1961.
3. Медаль «За трудовую доблесть», 1964.
4. Знак «Трудовая доблесть». ЦК ВЛКСМ, 1978.
5. Знак «За активную работу в студенческих отрядах». № 006, ЦК ВЛКСМ, 1988.
6. Памятная медаль «50 лет начала освоения целинных земель», 2004.
7. Юбилейная медаль «Тынга 50 жыл». Республика Казахстан, 2004.
8. Общественная награда МГУ — «Звезда Московского Университета» (2006)
9. Почетный знак «За активную работу в студотрядах ХХ и/или ХХI вв», № 002. Союз ветеранов студенческих отрядов МГУ им. М. В. Ломоносова, 2010.

## Публикации
1.Сергей Литвиненко и ССО. О времени и о себе – М.: Издательство «Проспект». 2018 ISBN 978-5-98597-374-7  [1]
2.С.Ф. Литвиненко. «Комсомольцы и молодёжь на целине Павлодарского Прииртышья» (очерки, воспоминания, документы). Павлодар: ТОО НПФ «ЭКО», 2004. ISBN 9965-610-17-2
3.С.Ф. Литвиненко «Было такое, ребята, было», газета Советский Физик , 06(66), с.15, (2008)
4.С.Ф. Литвиненко. «Встреча с интересными людьми», Психологическая газета «Мы и мир», №7 (143), 2008
5.С. Ф. Литвиненко. «Гагарин был после нас. Первопроходец» Интервью. Газета Московского городского штаба молодежно-студенческих отрядов, № 2 (2), 2003.
6.С.Ф.Литвиненко. «От поколения к поколению», в Сб. «50-лет ССО» Сост. И.К. Комаров: под общ. ред. И.И. Комаровой. — Москва: Издательский Дом «Зимородок», 2009.   Тир.1000. — ISBN 5-98849-033-6
7.3.Ш. Райхель, А.А. Новиков и С.Ф. Литвиненко 683.562.4 (088.8) (56) Авторское свидетельство СССР  Л . 426964, кл. В 67 D 5/04, 1972. (54) УСТРОЙСТВО ДЛЯ НАПОЛНЕНИЯ ЕМКОСТЕЙ ЖИДКОСТЪЮ